# Vua tiếng Việt
Vua tiếng Việt  là chương trình trò chơi truyền hình do Đài Truyền hình Việt Nam sản xuất. Đây là chương trình nhằm tìm hiểu và khám phá sự phong phú, giàu có và thâm thúy của tiếng Việt qua các từ vựng, ngữ pháp, ca dao,... trong đời sống, đồng thời hướng đến gìn giữ sự trong sáng vốn có của tiếng Việt thông qua các vòng thi hấp dẫn, kịch tính. Chương trình được phát sóng vào tối thứ sáu hàng tuần từ ngày 10 tháng 9 năm 2021 trên kênh VTV3 - Đài truyền hình Việt Nam. Nghệ sĩ Xuân Bắc là người đảm nhận vị trí dẫn dắt chương trình trong suốt thời gian phát sóng.
Mùa 4 của chương trình được phát sóng từ ngày 14 tháng 3 năm 2025.

## Thành phần tham dự
Thí sinh thuộc mọi lứa tuổi, mọi ngành nghề đều có khả năng tham gia chương trình này, không phân biệt quốc tịch, lứa tuổi và địa vị xã hội. Thông thường, để trở thành người chơi của Vua tiếng Việt, người tham dự cần điền đầy đủ thông tin theo mẫu bản đăng ký được chương trình cung cấp.

## Luật chơi
Bốn thí sinh tham gia chương trình trong mỗi tập phải trải qua bốn vòng thi để giành chiến thắng chung cuộc; sau mỗi vòng, thí sinh có số điểm thấp nhất sẽ bị loại. Điểm số không được cộng dồn qua các vòng mà được đặt lại về 0 khi bắt đầu mỗi vòng mới.
Kể từ tập 2 mùa 1 (17 tháng 9 năm 2021), mỗi tập có một chủ đề chính. Các câu hỏi của chương trình trong tập sẽ chủ yếu xoay quanh chủ đề của tập đó.
Qua mỗi mùa phát sóng, Vua tiếng Việt đã có những thay đổi về luật chơi cũng như cơ cấu giải thưởng. Dưới đây là luật chơi của chương trình được áp dụng trong mùa thứ tư.

### Vòng 1: Phản xạ
Mỗi thí sinh sẽ lần lượt tham gia theo thứ tự được xác định ngẫu nhiên bằng đèn hiệu trên sân khấu. Thí sinh có 90 giây để trả lời một bộ câu hỏi gồm 14 câu với các yêu cầu khác nhau (chọn từ đúng chính tả; ghép các chữ cái thành một từ/cụm từ hoàn chỉnh; đếm số danh từ/động từ/tính từ, đếm số lỗi sai chính tả; viết lại từ; điền từ trong câu ca dao/tục ngữ; điền một chữ vào từ; xác định chữ cái;...). Mỗi câu trả lời đúng sẽ được tính 1 điểm. Thí sinh có quyền trả lời nhiều lần, nhưng nếu bỏ qua thì không được quay lại nữa. Phần chơi sẽ kết thúc khi hết giờ hoặc khi hoàn thành tất cả 14 câu.
Trong trường hợp có nhiều thí sinh thấp điểm nhất, họ sẽ phải tham gia phần Câu hỏi phụ (theo cách thức chơi của vòng Phản xạ, không tính thời gian và không tính điểm) để xác định những người được đi tiếp. Thí sinh bấm chuông để trả lời, nếu đúng sẽ được vào vòng 2. Việc này sẽ lặp lại cho đến khi chỉ còn 1 người, và người đó sẽ bị loại. Số câu hỏi phụ bằng số thí sinh phải tham gia trừ đi 1.

### Vòng 2: Giải nghĩa
Ba thí sinh vượt qua vòng 1 sẽ thay phiên nhau thực hiện các vai trò sau: một người miêu tả một từ do MC chọn trong từ điển, hai người còn lại đoán. Người miêu tả sẽ có 10 giây để xem trước từ được chỉ định trong từ điển, sau đó sẽ có 60 giây để mô tả từ đó (không được dùng ngôn ngữ cơ thể). Chỉ khán giả truyền hình, MC và người miêu tả mới biết từ cần đoán. Hai thí sinh còn lại bấm chuông để giành quyền trả lời (không giới hạn lượt bấm). Nếu trả lời sai, người miêu tả vẫn tiếp tục diễn tả từ được yêu cầu cho đến khi hết giờ hoặc có người trả lời đúng, khi đó cả người miêu tả và thí sinh trả lời đúng sẽ được cộng mỗi người một số điểm tương ứng như sau:
- Trong 15 giây đầu tiên: 4 điểm
- Từ giây thứ 16 đến 30: 3 điểm
- Từ giây thứ 31 đến 45: 2 điểm
- Từ giây thứ 46 đến 60: 1 điểm
- Sau giây thứ 60: 0 điểm

Người miêu tả sẽ bị coi là phạm quy nếu nhắc đến bất cứ phần tiếng nào có trong đáp án (kể cả chỉ nói ra phần nguyên âm, phần phụ âm hoặc dấu thanh), sử dụng từ của tiếng nước ngoài hoặc dùng ngôn ngữ cơ thể. Khi đó, từ đang được diễn tả sẽ được bỏ qua và thí sinh phải miêu tả một từ khác.
Mỗi thí sinh có 2 lượt miêu tả, cứ sau mỗi 2 từ thì phần miêu tả sẽ được chuyển cho người chơi kế tiếp (theo thứ tự chữ cái trong tên). Sau 6 từ (không kể những từ phạm quy), người có số điểm thấp nhất sẽ bị loại.
Trong trường hợp có hai thí sinh bằng điểm nhau và thấp điểm nhất, họ sẽ phải đoán một từ phụ theo luật gốc do người còn lại miêu tả (không tính thời gian và tính điểm) để xác định người được đi tiếp. Nếu cả ba người có điểm số bằng nhau, họ sẽ phải tham gia một vòng chơi phụ, trong đó số điểm sẽ được đặt lại và mỗi người sẽ chỉ diễn tả một từ duy nhất; người có ít điểm nhất sau vòng phụ sẽ bị loại.

### Vòng 3: Xâu chuỗi
Hai thí sinh phải sắp xếp các từ đã được đảo thứ tự trước đó để tạo thành một câu đúng và có nghĩa, so với đáp án của chương trình, với tối đa 9 câu hỏi. Ở mỗi câu, thí sinh bấm chuông để giành quyền trả lời trong thời gian 30 giây (không giới hạn số lượt trả lời), trả lời đúng sẽ được 1 điểm. Phần thi này sẽ kết thúc theo một trong bốn trường hợp sau:
- Một thí sinh đạt 5 điểm trước tiên, người đó sẽ thắng ngay lập tức;
- Không ai đạt 5 điểm sau 9 câu, khi đó người đạt nhiều điểm hơn (ví dụ: 3–2, 4–3,...) sẽ thắng;
- Hai thí sinh bằng điểm nhau sau 9 câu hỏi chính, người trả lời đúng câu hỏi phụ (cũng là một dãy từ; không tính thời gian và không tính điểm) trước sẽ thắng;
- Một thí sinh dẫn trước với cách biệt lớn đến mức người còn lại không thể cân bằng được ở các câu hỏi còn lại (ví dụ: A được 1 điểm và B được 4 điểm sau 7 câu hỏi, B thắng vì A chỉ có thể ghi được thêm tối đa 2 điểm).

Thí sinh chiến thắng ở vòng này sẽ lọt vào vòng cuối cùng, người còn lại sẽ bị loại.

### Vòng đặc biệt: Soán ngôi
Người chơi vượt qua vòng 3 phải trả lời tất cả 8 câu hỏi, trong đó đáp án được đưa ra dưới dạng một ô chữ hàng ngang với độ khó tăng dần. Ở mỗi câu hỏi, thí sinh sẽ được phép chọn và lật mở bất kỳ một ô chữ duy nhất trong các ô cho sẵn, sau đó dựa trên gợi ý được cung cấp để đưa ra đáp án. Người chơi được quyền đưa ra các đáp án liên tục cho đến khi đáp án đúng được tìm thấy hoặc hết giờ. Với mỗi câu hỏi:
- Trả lời đúng trong 15 giây lần 1: Người chơi giành được số tiền thưởng tương ứng của câu hỏi đó.
- Trả lời đúng trong 15 giây lần 2: Người chơi chỉ được một nửa số tiền của câu hỏi.
- Sau 30 giây mà không có đáp án đúng: Người chơi sẽ phải dừng phần thi và ra về với số tiền tương ứng khi đó (theo cơ cấu tiền thưởng trong bảng dưới).[11]

Kể từ câu thứ 4, người chơi có quyền dừng cuộc chơi bất cứ lúc nào trước khi câu hỏi tiếp theo được đưa ra để bảo toàn số tiền hiện có. 
Nếu trả lời sai ở bốn câu đầu tiên, người chơi sẽ phải ra về mà không có tiền thưởng; trả lời sai từ câu thứ 5 đến câu thứ 7 sẽ ra về với 5 triệu đồng và sai ở câu cuối cùng sẽ ra về với 10 triệu đồng. Nếu vượt qua cả 8 câu hỏi, người chơi sẽ ngay lập tức trở thành "Vua tiếng Việt" và nhận phần thưởng tối đa 320 triệu đồng, đồng thời được sở hữu nhẫn thách đấu vĩnh viễn. 
| Câu hỏi | Số chữ cái | Giá trị tiền thưởng nếu...          | Giá trị tiền thưởng nếu...           | Giá trị tiền thưởng nếu...       |
| Câu hỏi | Số chữ cái | Trả lời đúng trong 15 giây đầu tiên | Trả lời đúng trong 15 giây tiếp theo | Không có đáp án đúng sau 30 giây |
| ------- | ---------- | ----------------------------------- | ------------------------------------ | -------------------------------- |
| 8       | 9          | 320.000.000 đồng                    | 160.000.000 đồng                     | 10.000.000 đồng                  |
| 7       | 7          | 160.000.000 đồng                    | 80.000.000 đồng                      | 5.000.000 đồng                   |
| 6       | 7          | 80.000.000 đồng                     | 40.000.000 đồng                      | 5.000.000 đồng                   |
| 5       | 7          | 40.000.000 đồng                     | 20.000.000 đồng                      | 5.000.000 đồng                   |
| 4       | 5          | 20.000.000 đồng                     | 10.000.000 đồng                      | 0 đồng                           |
| 3       | 5          | 10.000.000 đồng                     | 5.000.000 đồng                       | 0 đồng                           |
| 2       | 3          | 5.000.000 đồng                      | 2.500.000 đồng                       | 0 đồng                           |
| 1       | 3          | 1.000.000 đồng                      | 500.000 đồng                         | 0 đồng                           |

## Cơ cấu tiền thưởng
| Tuần | Mùa 1            | Mùa 2, Mùa 3     | Mùa 2, Mùa 3     | Mùa 2, Mùa 3                                             |
| Tuần | Mùa 1            | Chiến thắng      | Dừng chơi        | Thua cuộc                                                |
| ---- | ---------------- | ---------------- | ---------------- | -------------------------------------------------------- |
| 1    | 30.000.000 đồng  | 40.000.000 đồng  | 30.000.000 đồng  | 0 đồng (5.000.000 đồng ở mùa 3 nếu tìm đúng từ hàng dọc) |
| 2    | 60.000.000 đồng  | 80.000.000 đồng  | 60.000.000 đồng  | 10.000.000 đồng                                          |
| 3    | 90.000.000 đồng  | 160.000.000 đồng | 120.000.000 đồng | 20.000.000 đồng                                          |
| 4    | 180.000.000 đồng | 320.000.000 đồng | 320.000.000 đồng | 40.000.000 đồng                                          |

Giải thưởng của thí sinh bắt đầu ở mức thấp nhất và sẽ tăng dần theo từng trận thắng. Nếu người soán ngôi chiến thắng vòng đặc biệt chọn tiếp tục thi đấu thì sẽ phải nhận lời thách đấu của tuần tiếp theo để tăng số tiền hiện có, và cứ tiếp tục như vậy cho đến tuần 4 với giải đặc biệt.
Trong mùa 2 và mùa 3, tùy vào việc thí sinh đã chiến thắng, thất bại hoặc dừng cuộc chơi sau vòng đặc biệt, họ sẽ được nhận mức giải thưởng tương ứng khác nhau. Mỗi lần thắng, số tiền của người tại vị sẽ tăng gấp đôi; nếu dừng chơi, thí sinh sẽ ra về với 75% số tiền hiện có, còn nếu thua sẽ được nhận 25% số tiền (trừ việc thua ở tuần 1).
Riêng mùa 4, sẽ không có luật giữ ngai vàng trong 1 tháng. Thay vào đó, chỉ cần thắng trong 1 tuần, người chơi sẽ được giải đặc biệt.
Nếu giành chiến thắng tuyệt đối trong chương trình, thí sinh cũng sẽ sở hữu nhẫn thách đấu vĩnh viễn.

## Ban cố vấn
Mỗi tập phát sóng có sự xuất hiện của 3 thành viên trong ban cố vấn (2 thành viên ở mùa 2), vị trí này có thể thay đổi theo từng tập. Ngoài nhiệm vụ chấm điểm cho các câu hỏi vòng thi đặc biệt, họ còn thường xuyên đưa ra các lời giải thích cho một số nội dung (từ ngữ, thơ...) xuất hiện trong chương trình. Tất cả những người đã từng tham gia vào vị trí ban cố vấn gồm có:
- Phó giáo sư, tiến sĩ Phạm Văn Tình – Tổng thư ký Hội Ngôn ngữ học Việt Nam, nguyên cán bộ Viện Ngôn ngữ học
- Tiến sĩ khoa học Ngữ văn Đoàn Hương
- Nhà văn, nhà báo Hoàng Anh Tú
- Nhà báo Nguyễn Như Mai
- Nhà văn Di Li (Diệu Linh)
- Thạc sĩ Văn học, nhà úunghiên cứu Ngô Hương Giang
- Tiến sĩ Ngữ Văn Đỗ Thị Thanh Nga, công tác tại Viện Văn học
- Nhà báo Phan Đăng
- Tiến sĩ Ngôn ngữ học Đỗ Anh Vũ – công tác tại VOV, nguyên cán bộ Viện Ngôn ngữ học
- Nhà văn Trương Quý
- Nhà thơ Lữ Mai
- Nhà thơ Trần Hữu Việt
- Dịch giả Xuân Hồng
- Tiến sĩ Văn học Tạ Anh Thư
- Tiến sĩ Văn học Nguyễn Thị Thanh Lưu

## Những người chơi đạt ngôi vua
Bảng dưới đây liệt kê những người chơi đã từng giành chiến thắng trong chương trình.
| Màu sắc sử dụng trong bảng | Màu sắc sử dụng trong bảng | Màu sắc sử dụng trong bảng                                                                                          |
| -------------------------- | -------------------------- | --- |
| Tên                        | Tiền thưởng                | Thí sinh chiến thắng tuyệt đối trong chương trình                                                                   |
| Tên                        | Tiền thưởng                | Thí sinh bị soán ngôi khi đang tại vị                                                                               |
| Tên                        | Tiền thưởng                | Thí sinh soán ngôi thành công nhưng quyết định dừng cuộc chơi sau đó                                                |
| Tên                        | Tiền thưởng                | Thí sinh thắng vòng 4 lần đầu tiên hoặc người tại vị bảo vệ ngôi vua thành công và quyết định dừng cuộc chơi sau đó |
| Tên                        | Tiền thưởng                | Thí sinh đấu tiếp trong chương trình                                                                                |

| Mùa | Tập                         | Ngày              | Tên thí sinh                  | Tiền thưởng      | Ghi chú |
| --- | --------------------------- | ----------------- | ----------------------------- | ---------------- | --- |
| 1   | 2                           | 17 tháng 09, 2021 | Phạm Thư Hiền                 | 30.000.000 đồng  | Thí sinh đầu tiên giành được tiền thưởng của chương trình. |
| 1   | 10                          | 12 tháng 11, 2021 | Phùng Khắc Bắc Linh           | 180.000.000 đồng | Thí sinh đầu tiên vô địch trong chương trình. |
| 1   | 11                          | 19 tháng 11, 2021 | Phạm Sơn Tùng                 | 30.000.000 đồng  | Bị soán ngôi trong tập 12. |
| 1   | 12                          | 26 tháng 11, 2021 | Ngô Trung Kiên                | 30.000.000 đồng  | Soán ngôi thành công. |
| 1   | 15                          | 17 tháng 12, 2021 | Nguyễn Đức Mạnh (Mạnh Melody) | 30.000.000 đồng  | Người nổi tiếng đầu tiên chiến thắng chương trình. |
| 1   | 16                          | 24 tháng 12, 2021 | Bùi Ngọc Công                 | 30.000.000 đồng  | Bị soán ngôi trong tập 17. |
| 1   | 17                          | 31 tháng 12, 2021 | Đào Thị Mây                   | 30.000.000 đồng  | Soán ngôi thành công. |
| 1   | 18                          | 07 tháng 01, 2022 | Nguyễn Anh Tuấn               | 35.000.000 đồng  | Thí sinh đầu tiên giành chiến thắng vòng 4 và quay vào ô 5.000.000 đồng ở vòng Soán ngôi. |
| 1   | 19                          | 14 tháng 01, 2022 | Nguyễn Thị Mỹ Linh            | 30.000.000 đồng  | |
| 1   | 24 - Số cuối cùng của mùa 1 | 04 tháng 03, 2022 | Nguyễn Thúy Hường             | 180.000.000 đồng | Thí sinh nữ duy nhất ở mùa 1 quyết định nhận lời thách đấu, đồng thời là người tại vị duy nhất làm nhiều hơn 1 bài thơ trong suốt quá trình tham gia chương trình (5 bài từ tập 21-24) và là thí sinh vô địch thứ hai trong chương trình. Đây cũng là thí sinh nữ đầu tiên đoạt ngôi "Vua tiếng Việt" và cũng là nhà vô địch cuối cùng của mùa 1. |
| 2   | 17                          | 13 tháng 01, 2023 | Phạm Hữu Quỳnh                | 30.000.000 đồng  | Thí sinh đầu tiên chiến thắng ở mùa 2, cắt đứt mạch 16 tập liên tiếp không ai thắng ở vòng đặc biệt. |
| 2   | 22                          | 03 tháng 03, 2023 | Nguyễn Quang Minh             | 320.000.000 đồng | Thí sinh đầu tiên của mùa 2, cũng là người nổi tiếng đầu tiên trong chương trình chấp nhận thách đấu và trở thành nhà vô địch. Đây cũng là người thứ 3 giành chiến thắng tuyệt đối trong lịch sử chương trình. |
| 2   | 24                          | 17 tháng 03, 2023 | Phan Thị Thảo Ngân            | 30.000.000 đồng  | |
| 2   | 27                          | 07 tháng 04, 2023 | Hà Việt Hoàng                 | 30.000.000 đồng  | |
| 2   | 31                          | 05 tháng 05, 2023 | Nguyễn Thanh Hương            | 320.000.000 đồng | Nhà vô địch cuối cùng của mùa 2, là người thứ 4 trúng giải đặc biệt trong chương trình. |
| 3   | 9                           | 26 tháng 04, 2024 | Đỗ Viết Hưng                  | 320.000.000 đồng | Thí sinh dưới 18 tuổi đầu tiên và là thí sinh đầu tiên của mùa 3 chiến thắng chương trình. Đây là người thứ 5 và là người chơi trẻ nhất từng đăng quang trong chương trình. |
| 3   | 36                          | 08 tháng 11, 2024 | Vũ Lê Khánh                   | 30.000.000 đồng  | |
| 3   | 48                          | 07 tháng 02, 2025 | Võ Thị Thu Hiền               | 40.000.000 đồng  | Bị soán ngôi trong tập 49. |
| 4   | 17                          | 04 tháng 07, 2025 | Hoàng Trọng Sang              | 320.000.000 đồng | Thí sinh đầu tiên của mùa 4 chiến thắng chương trình. Đây cũng là thí sinh thứ 6 giành giải đặc biệt, là nhà báo đầu tiên lên ngôi Vua Tiếng Việt. |

## Đón nhận
Nhờ nội dung mới lạ về ngôn ngữ, cùng với sự kết hợp giữa giải trí và kiến thức tiếng Việt, Vua tiếng Việt đã tạo nên sức hút đối với khán giả. Trong chương trình, người chơi phải vượt qua các câu hỏi liên quan đến ngữ pháp, từ ngữ tiếng Việt, đồng thời được thử thách khả năng phản xạ nhanh. Nhiều đề bài trong chương trình, nhất là ghép chữ thành từ, được nhiều cư dân mạng chia sẻ rộng rãi và hưởng ứng nhiệt tình. Không ít bình luận của khán giả cho biết sự phong phú và đa dạng của tiếng Việt đã khiến họ phải vò đầu bứt tai giải đố.
Theo số liệu thống kê của Kantar Media dựa trên tỷ suất lượt xem đo được tại 4 thành phố lớn là Hà Nội, Thành phố Hồ Chí Minh, Đà Nẵng và Cần Thơ, chương trình có mặt trong danh sách 10 chương trình truyền hình được xem nhiều nhất tháng 09 năm 2021, tháng 10 năm 2021, tháng 11 năm 2021, tháng 12 năm 2021. Nhiều khán giả cũng đã đăng ký tham gia chương trình để thử sức với tiếng Việt, điều này chứng tỏ sức hút lớn của chương trình đối với khán giả truyền hình.
Bước sang mùa 2, sức cuốn hút của Vua tiếng Việt tăng lên khi chương trình xuất hiện người chiến thắng ở vòng đặc biệt, trở thành "vua" và chờ đón các đối thủ khác đến thách đấu. Theo Tiến sĩ ngôn ngữ Đỗ Anh Vũ - giám khảo Vua tiếng Việt, các chủ đề của chương trình vừa có tính sinh hoạt đời thường vừa có tính văn hóa, lịch sử. "Ban thư ký của chương trình đã khai thác chủ đề theo cách đa dạng để ai cũng cảm thấy được sự gần gũi và có sự am hiểu nhất định ở từng chủ đề, không bị quá xa lạ, có thể bắt nhịp được chủ đề và tham dự cuộc chơi một cách hào hứng, hết mình" - ông đánh giá. Cũng trong mùa 2, có nhiều người chơi là người nước ngoài cũng bị thu hút với những chủ đề của chương trình. Nhà văn Lữ Mai - một trong những giám khảo của chương trình - cho rằng những chủ đề đó giúp cho vốn tiếng Việt được phát huy một cách phong phú, đa dạng. "Những chủ đề này không chỉ khai phá được kho tàng của tiếng Việt mà còn đánh thức cách thức sử dụng tiếng Việt trong đời sống hiện đại" - bà chia sẻ. Với sự tham gia của người chơi là người Việt Nam và người nước ngoài ở các độ tuổi, đến từ nhiều tỉnh, thành trên cả nước, chương trình Vua tiếng Việt tiếp tục tạo sức cuốn hút, lan tỏa tinh thần tự hào và tình yêu tiếng Việt.

### Tỷ suất lượt xem
Nguồn: Kantar Media, theo số liệu về 10 chương trình truyền hình có rating cao nhất trong tháng, thống kê tại 4 thành phố lớn (Hà Nội, Đà Nẵng, Thành phố Hồ Chí Minh và Cần Thơ).
| Năm  | Tháng | Tỷ suất lượt xem | Vị trí (trong Top 10) | Nguồn  |
| ---- | ----- | ---------------- | --------------------- | ------ |
| 2021 | 09    | 3,5%             | 9                     | [ 18 ] |
| 2021 | 10    | 3,2%             | 10                    |        |
| 2021 | 11    | 4,1%             | 4                     | [ 19 ] |
| 2021 | 12    | 3,5%             | 5                     |        |
| 2022 | 01    | 3,8%             | 7                     |        |

## Sự cố và tranh cãi

### Tên gọi của chương trình
Tên gọi "Vua tiếng Việt" được đặt cho chương trình đã nói lên tầm quan trọng của tiếng Việt, chủ thể trung tâm trong một chương trình mang tính giáo dục về ngôn ngữ. Tuy nhiên, một số ý kiến trên mạng xã hội cho rằng việc đặt tên chương trình như vậy là không ổn, nhất là khi chỉ qua vài vòng chơi đã có thể dễ dàng xưng danh "Vua tiếng Việt". Một trong những người đầu tiên phản đối tên chương trình đã lập luận rằng không ai có khả năng hiểu biết tiếng Việt đến mức có thể xưng "vua". Nhiều người cũng đã đề xuất đổi tên chương trình để đảm bảo sự khiêm tốn cần thiết, tránh đao to búa lớn. Báo Lao Động trong một bài viết đã dùng từ "rất kinh" để nhận xét về cái tên của chương trình. PGS.TS Nguyễn Hữu Đạt từ Trường Đại học Khoa học Xã hội & Nhân văn, Đại học Quốc gia Hà Nội nói với Dân Trí rằng, đặt tên chương trình là "Vua tiếng Việt" hoàn toàn không phù hợp bởi tên gọi này kích thích lòng kiêu ngạo vô lối, đặc biệt là với giới trẻ.
"Gọi "Vua tiếng Việt" thực ra là một kiểu câu view nhưng trong trường hợp này rất không nên vì gây phản cảm về mặt văn hóa. Ngay từ lần đầu nghe thấy tên gọi này tôi đã cảm thấy không phù hợp, không đảm bảo chất văn hóa của một chương trình truyền hình [...]. Theo tôi, chương trình nên đổi thành những cái tên dung dị, khiêm nhường hơn như "Thi tiếng Việt", "Tiếng Việt tinh hoa"... Những tên gọi này nhã nhặn, phù hợp với nội dung chương trình".

### Liên quan đến từ vựng
Dù là chương trình tôn vinh tiếng Việt, "Vua tiếng Việt" đã không ít lần mắc lỗi về từ ngữ, đặc biệt là chính tả. Bên cạnh đó, việc giải thích cho một vài từ, như "càn rỡ" là "tính từ bổ ngữ cho động từ" cũng đã gây ra nhiều luồng tranh luận trong thời gian dài.
Vào ngày 2 tháng 12 năm 2024, fanpage chính thức của VTV3 đã đăng bài viết cáo lỗi về một lỗi đồ họa xảy ra trong tập 39 (ngày 29 tháng 11). Theo đó, một câu hỏi được đưa ra cho người chơi tại trường quay có nội dung: "Có bao nhiêu lỗi chính tả trong câu "Mặt trời chiếu rực dỡ rải sông, một buổi chiều êm ả và bao la. Dờ khắc thật rất hợp cho những lời tình tứ, nhưng trong đám người, tôi và Hậu chỉ nghồi lặng, thỉnh thoảng nhìn nhau", và đáp án của người chơi là 3 lỗi ("dỡ", "dờ", "nghồi"), cũng là đáp án của ban tổ chức. Tuy nhiên, khi phát sóng trên truyền hình, câu hỏi đã hiển thị sai từ "dải sông" thành "rải sông"; nhà sản xuất cho biết đây hoàn toàn là sai sót từ ban biên tập và không ảnh hưởng đến kết quả của thí sinh.

## Các mùa phát sóng
- Mùa 1 (10 tháng 09 năm 2021 - 04 tháng 03 năm 2022)
- Mùa 2 (23 tháng 09 năm 2022 - 12 tháng 05 năm 2023)
- Mùa 3 (01 tháng 03 năm 2024 - 07 tháng 03 năm 2025)
- Mùa 4 (14 tháng 03 năm 2025 - nay)

## Phát sóng
Vua tiếng Việt được phát sóng vào lúc 20:30 thứ sáu hàng tuần trên VTV3 và được phát lại trên các kênh khác của VTV (bao gồm VTV4, VTV5) vào một số khung giờ trong tuần. Mùa đầu tiên của chương trình lên sóng từ ngày 10 tháng 09 năm 2021 đến ngày 04 tháng 03 năm 2022, mùa thứ hai lên sóng từ ngày 23 tháng 09 năm 2022 đến ngày 12 tháng 05 năm 2023 và mùa 3 khởi chiếu từ ngày 01 tháng 03 năm 2024. Các tập đã phát sóng trên truyền hình đều có thể được tìm thấy trên các nền tảng số của VTV, bao gồm VTV Go và VTV Giải Trí.
Chương trình cũng đã có một số lần phải tạm ngừng phát sóng theo kế hoạch, phần lớn là do trùng vào thời điểm diễn ra các sự kiện đặc biệt. Vào ngày 20 tháng 01 năm 2023 và 31 tháng 01 năm 2025, một tập của mùa 2 và mùa 3 đã được dời sang một hoặc hai tuần tiếp theo để dành thời lượng phát sóng các chương trình trước và trong dịp Tết Nguyên Đán Quý Mão và Ất Tỵ. Lần gần nhất vào ngày 26 tháng 07 năm 2024, một tập của mùa 3 dự kiến phát sóng vào hôm đó được dời lại một tuần do trùng với thời điểm diễn ra quốc tang Tổng Bí thư Nguyễn Phú Trọng. Lần gần nhất vào ngày 24 tháng 05 năm 2025, một tập phát lại dự kiến phát lại vào hôm đó bị hủy bỏ do trùng vào thời điểm diễn ra quốc tang Nguyên Chủ tịch nước Trần Đức Lương.
Từ ngày 21 tháng 02 năm 2025, chương trình được chuyển sang phát sóng vào 21:00 thứ sáu hàng tuần.

## Giải thưởng và đề cử
| Năm  | Giải thưởng                | Hạng mục                       | Đề cử                                                    | Kết quả |
| ---- | -------------------------- | ------------------------------ | -------------------------------------------------------- | ------- |
| 2022 | VTV Awards - Ấn tượng 2022 | Chương trình giải trí ấn tượng | Vua Tiếng Việt: "Vua Tiếng Việt đầu tiên lên ngai vàng!" | Đề cử   |